# 영주 화기리 인동장씨 종택
영주 화기리 인동장씨 종택(榮州 花岐里 仁同張氏 宗宅)은 대한민국 경상북도 영주시 장수면 화기리에 있는 건축물이다. 1992년 11월 26일 경상북도의 민속문화재 제98호로 지정되었다.

## 개요
조선 세조 때 적개공신 장말손의 후손 장언상(1529∼1609)이 이곳에 터를 잡아 집을 짓고 살아오면서 후손이 번창하여 장씨의 집성촌을 이루고 있다.
사랑채와 안채가 ㅁ자형을 이루고 있으나 각각 독립된 건물로 평면구성이 특이하다. 뒤쪽에는 장말손 선생의 위패를 모시는 사당과 유물보호각이 있다. 유물각에는 보물로 지정된 영정과 교서 및 고문서 등이 보존되어 있다.
비교적 지을 당시의 모습을 잘 보존하고 있는 건물이다.

## 참고 자료
- 화기리인동장씨종택 - 국가유산청 국가유산포털